# 安特羅波沃區
58°24′N 43°01′E / 58.400°N 43.017°E
安特羅波沃區（俄语：Антроповский район），是俄羅斯的一個區，位於該國西部，由科斯特羅馬州負責管轄，面積2,470平方公里，2010年人口7,182，人口密度每平方公里2.91人。